# Keith Wood
Keith Gerard Mallinson Wood (Killaloe, 27 gennaio 1972) è un ex rugbista a 15, imprenditore e giornalista irlandese, già attivo da giocatore come tallonatore per gli Harlequins e internazionale per l'Irlanda nonché per i British and Irish Lions; dopo l'attività agonistica è divenuto freelance per varie testate giornalistiche, e imprenditore nel settore immobiliare.

## Biografia
Figlio di Gordon Wood, anch'egli rugbista internazionale per l'Irlanda, Keith iniziò la propria carriera rugbistica in patria nel Garryowen (Limerick) con il quale vinse due AIB League nel 1992 e nel 1994; passato professionista, si trasferì in Inghilterra negli Harlequins, club nel quale rimase fino al 2003, anno di fine carriera, con una parentesi irlandese nel 1999/2000 al Munster, durante la quale raggiunse la finale di Heineken Cup.
Con gli Harlequins Wood vinse la Challenge Cup nel 2001.
Esordì in Nazionale irlandese a Brisbane contro l'Australia durante il tour del 1994; prese parte al Cinque Nazioni 1995 e, a seguire, a tutte le edizioni di tale torneo dal 1997 al 2002, nonché a tre edizioni consecutive della Coppa del Mondo, dal 1995 al 2003, nel corso della quale disputò il suo ultimo incontro internazionale, a Melbourne contro la Francia.
Furono 58 gli incontri totali in Nazionale, 33 dei quali da capitano.
Tra i suoi record vanta anche quello di essere il tallonatore che ha realizzato il maggior numero di mete internazionali (15).
Wood fu convocato anche in due tour dei British and Irish Lions, nel 1997 in Sudafrica e nel 2001 in Australia, con 5 test match (due contro gli Springboks, tre contro gli Wallabies), che portano il totale di incontri internazionali disputati a 63.
Dopo il ritiro si è dedicato all'attività giornalistica e a quella imprenditoriale; da giornalista lavora come freelance per diverse testate, tra cui la BBC come commentatore, e il Daily Telegraph per il quale cura una rubrica fissa; da imprenditore, si occupa della vendita di proprietà immobiliari, in particolare di alloggi in prossimità di campi da golf, offerta rivolta a coloro che hanno la passione per tale sport ma poco tempo per coltivarlo; è anche un apicoltore dilettante.
A livello individuale Keith Wood fu insignito nel 2001 del riconoscimento di miglior giocatore IRB dell'anno e, dal 2005, figura tra i giocatori ammessi nella International Rugby Hall of Fame.

## Palmarès
- AIB League: 2
Garryowen: 1991-92, 1993-94
- Challenge Cup: 1
Harlequins: 2000-01